# 登嘉樓
登嘉楼，舊譯丁加奴，簡稱登州或丁州，是馬來西亞位於西馬的州属，東臨南中國海。西北部與吉蘭丹州交界，西南部有彭亨州。登嘉楼面积12,955平方公里，人口120萬人，首府是瓜拉登嘉楼。
人口比例爲：馬來人佔94%（859,402人）、華人佔5%（42,970人）、印度人4,355人、其他3,238人（1995年统计数字）。

## 名称演变
登嘉楼之马来文《爪哇史頌》本为Trengganu，葡萄牙人稱其為Talagano，后来改成Terengganu。
华文名称方面，中国《汉书》称为都元国，《康泰吴时外国传》和《水经注》称为屈都乾，宋代《諸蕃志》中称登牙儂。元代《島夷志略》称丁家廬，元代《大德南海志》作丁茄蘆，明代《鄭和航海圖》中作丁家下路，《明史》称为丁机宜，清代《海國見聞錄》作丁葛奴，《海录》作丁家罗。
1957年8月31日馬來亞聯合邦自英国殖民者手中独立以来，Terengganu的华文译名一直都是依照闽南语音系转写为丁加奴（Teng-ka-lô͘），包括马来西亚所有中小学的华文教科书都用丁加奴。20世紀70年代，华语日渐强势，当地华人开始改用华语译音为登嘉楼，当地一些华族会馆有用此名，例如“登嘉楼海南会馆”，“登嘉楼福建会馆”等，另外当地商家及各华团多用登嘉楼。
2004年9月，当地华人以丁加奴此名带有贬义，即添“丁”“加”做“奴”才为由，正式向马来西亚华语规范理事会要求改名为登嘉楼，有“登”上更“嘉”一层“楼”之意。
某些人对此事有其他意见，例如有人认为“登嘉楼”三字笔划多，书写不便，建议沿用原来的“丁加”二字，把“奴”改成“努”，也有“努力”的含意。
2005年4月8日，马来西亚华语规范理事会经过多次开会讨论后正式宣布，决定华语的音译为“登嘉楼”，州首府瓜拉丁加奴则改称瓜拉登嘉楼，而全马来西亚的中小学华文教科书也将逐渐改名。
2024年8月，因登嘉楼州政府在处理禁止女性穆斯林运动员参加特定体育项目问题引发争议而被马来西亚网民称为Afganu（阿富汗和登嘉楼的组合词）。

## 历史
登嘉楼最早的記載出現於中國历史典籍和商人與航海家的紀錄。《汉书》称为都元国，《康泰吴时外国传》和《水经注》称为屈都乾，都乾都是马来西亚登嘉楼濒海县城 Kuala Dungan 之对音；都乾是dungun 的对音，马来语中羊味果之意。
《汉书·地理志》中有记载：“自日南障塞、徐闻、合浦，船行可五月，有都元国”……

《康泰吴时外国传》记载
从波辽国南去，到屈都乾国，土地有人民可二千余家，皆曰朱吾县民，叛居其中。都昆在扶南南三千余里，出藿香……

《水经注》引晋书地道记
朱吾县属日南郡，去郡二百里，此县民汉时不堪二千石长吏苛求，引屈都乾为国……
中國宋代《諸蕃志》中的登牙儂。14世紀初葉，航海家汪大淵造訪此地，在所著《島夷志略》一書有專篇《丁家廬》記載：“山高曠，田中下，民足食，春多雨，氣候微熱，男女椎髻，穿綠頡布短衫，繫遮裡絹。……產降真、黃蠟、玳瑁。”“风俗尚怪。男女椎鬌,穿绿颉布短衫,系遮里绢。刻木为神,杀人血和酒祭之。每水旱疫疠,祷之立应。及婚姻病丧,则卜其吉凶,亦验。今酋长主事贪禁,勤俭守土。地产降真、脑子、黄蜡、玳瑁。货用青白花磁器、占城布、小红绢、斗锡、酒之厲”。15世紀《鄭和航海圖》中作「丁家下路」。《明史》卷三二五作「丁機宜」：“丁机宜，爪哇属国也，幅员甚狭，仅千余家。柔佛黠而雄，丁机宜与接壤，时被其患。后以厚币求婚，稍获宁处。其国以木为城。酋所居，旁列钟鼓楼，出入乘象。以十月为岁首。性好洁，酋所食啖，皆躬自割烹。民俗类爪哇，物产悉如柔佛。酒禁甚严，有常税。然大家皆不饮，维细民无籍者饮之，其曹偶咸非笑。婚者，男往女家持其门户，故生女胜男。丧用火葬。华人往商，交易甚平”。
一如馬來其他的州屬，丁加奴在伊斯蘭教未傳入前，是佛教與印度教的文化混合萬物有靈論的傳統信仰社會。8世紀左右，丁加奴屬於三佛齊的勢力下，1365年成為滿者伯夷帝國的籓屬，15世紀成為滿剌加蘇丹國（馬六甲王朝）的一部份，16世紀臣服於暹羅。18世紀出現首位蘇丹。
1909年，大英帝國取代暹羅取得了對丁加奴的控制，屬於大英帝國不列顛之保護領。而後丁加奴成為大英帝國的馬來屬邦之一。1928年發生人民起義反抗英國統治。二戰期間，馬來亞為日本佔領，日本政府將吉蘭丹、吉打、玻璃市、丁加奴割予其盟友暹羅的一部份。而後日泰軍隊被盟軍擊退，上述馬來亞各邦再度回到英國控制之下。1948年丁加奴成為馬來亞聯合邦的一部份。1957年成為獨立的馬來亞的一州。
1997年1月1日，时任马来西亚首相马哈迪·莫哈末在端姑依斯迈·纳西鲁丁沙体育场推出1997年登嘉楼访问年（TMT）。
2005年4月8日，中文名稱改為登嘉楼。2006年12月13日，登嘉楼苏丹端姑米占·再纳·阿比丁继位成为马来西亚最高元首。

## 行政区划
- 勿述县（Besut）
- 龙运县（Dungun）
- 乌鲁登嘉楼县（Hulu Terengganu）
- 甘马挽县（Kemaman）
- 瓜拉登嘉楼县（Kuala Terengganu）
- 马江县（Marang）
- 士兆县
- 瓜拉尼鲁斯县（Kuala Nerus） (从瓜登脱离自立为县)[10]

## 华文中小学列表

### 国民型华文中学
- 登嘉楼中华维新国民型华文中学 SMJK Chung Hwa Wei Sin

### 国民型华文小学
- 启蒙华文小学 SJK (C) CHEE MONG
- 中华华文小学 SJK (C) CHONG HWA
- 甘马挽朱盖华文小学 SJK (C) CHUKAI
- 中华华文小学 SJK (C) CHUNG HWA
- 中华维新华文小学 SJK (C) CHUNG HWA WEI SIN
- 雅姆华文小学 SJK (C) JABOR
- 甘马挽港口华文小学 SJK (C) KUALA KEMAMAN
- 光华华文小学 SJK (C) KWANG HWA
- 乐群华文小学 SJK (C) LOK KHOON
- 五里新村华文小学 SJK (C) SIN CHONE

## 著名人物
- 哈迪阿旺，马来西亚伊斯兰党主席。经常在国内发表极端主义、种族主义等言论。

## 延伸阅读
[在维基数据编辑]
 《明史卷三百二十五》，出自《明史》

## 參看
- 实兆湿地（Setiu Wetland）：登嘉樓的著名濕地及生態景點。